# ويللا سيلفرمان
ويللا زهافا سيلفرمان (مارس ١٩٥٩ - أكتوبر ٢٠٢٣) هي كاتبة أمريكية.
بعد دراستها الجامعية في جامعة هارفارد، حصلت سيلفرمان على الدكتوراه في الدراسات الفرنسية من جامعة نيويورك. نشرت أعمالًا مثل "حياة جيب سيئة السمعة: فوضوي يميني في فرنسا في نهاية القرن التاسع عشر" (١٩٩٥)، ونشرت سيرة حياة سيبيل ريكيتي دي ميرابو - تُرجمت إلى الفرنسية بعنوان "جيب، آخر ميرابو"، بمقدمة من ميشيل وينوك - و"المدينة الجديدة للكتب: جامعو الكتب الفرنسيون وثقافة الطباعة ١٨٨٠-١٩١٤" (٢٠٠٨).